# Euchromius discopis
Euchromius discopis là một loài bướm đêm trong họ Crambidae.